# Comparación entre el nazismo y el estalinismo
Varios autores han llevado a cabo comparaciones entre el nazismo y el estalinismo, entre las cuales surgen temas como la semejanza y diferencia entre ambas ideologías, cómo estas conclusiones afectaron el entendimiento de la historia del siglo XX, así como la relación que podía existir entre ambos regímenes y por qué ambos adquirieron importancia al mismo tiempo.
Las respuestas a estas interrogantes permanecen en disputa. Durante el siglo XX, la comparación entre el estalinismo y el nazismo estaba basada en los asuntos del totalitarismo, la ideología, y la personalidad. Se percibía que ambos regímenes tenían más similitudes que diferencias y, por ende, ambas hacían contraste con el Occidente "liberal". Teóricos políticos como Hannah Arendt, Carl Friedrich y el geoestratega Zbigniew Brzezinski eran partidarios prominentes de esta interpretación «totalitaria».
En los años 1970, el modelo totalitario enfrentaría posturas contrarias de parte de científicos políticos que buscaban entender a la Unión Soviética en términos de modernización, así como de los historiadores funcionalistas Martin Broszat y Hans Mommsen, quienes argumentaban que el régimen nazi estaba por mucho lo suficientemente desorganizado para considerarse totalitario. Dado que actualmente hay mayor disponibilidad de información, la comparación del estalinismo con el nazismo, antes abordada desde una base teórica por científicos políticos en medio de la Guerra Fría, es ahora enfocada en una base de investigación empírica. No obstante, se mantiene como un campo olvidado del estudio académico.

## Similitudes

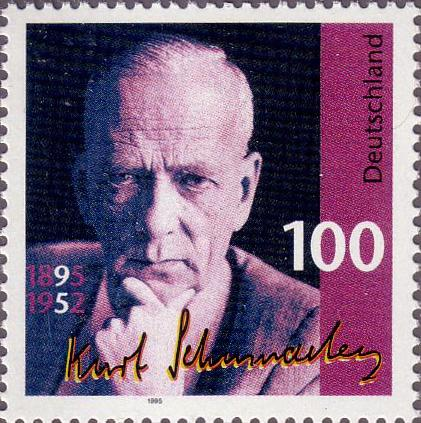
El socialdemócrata de Alemania occidental Kurt Schumacher dijo la famosa frase de que los comunistas eran «nazis pintados de rojo» y que ambos movimientos se habilitaron el uno al otro.

Si bien el Partido Nazi era de ideología opuesta al comunismo, Adolf Hitler y otros líderes nazis frecuentemente reconocieron que sólo en la Unión Soviética se encontraban sus equivalentes revolucionarios e ideológicos. Hitler admiraba al líder soviético Iósif Stalin y al estalinismo, siendo que en numerosas ocasiones elogió públicamente a Stalin por intentar despojar al Partido Comunista de la Unión Soviética de cualquier influencia judía, como por ejemplo fue el caso de los comunistas judíos León Trotski, Grigori Zinóviev, Lev Kámenev y Karl Rádek. Iósif Stalin asimismo admiraba a Adolf Hitler y lo felicitó por la purga de 1934 conocida como la Noche de los cuchillos largos.

### Biopolítica
El estalinismo y el nazismo enfatizaron mutuamente la importancia de una biopolítica utópica, especialmente con respecto a la reproducción. Este único énfasis no era único, pues muchos otros Estados europeos practicaron la eugenesia en aquellos tiempos, y asimismo los ideales nazis y estalinistas eran ampliamente distintos. La similitud clave era la conexión de políticas de reproducción con las metas ideológicas del Estado. Aún con todo existían diferencias sustanciales entre los enfoques de ambos regímenes. La Unión Soviética de Stalin nunca apoyó oficialmente la eugenesia de la manera en que los nazis lo hicieron, lo que el Gobierno soviético consideró una «ciencia fascista». Sin embargo, sí hubo eugenicistas soviéticos. Además, los dos regímenes tenían perspectivas diferentes sobre la relación entre familia y labor remunerada, pues el nazismo promovía la familia sustentada por la figura paterna mientras que el estalinismo promovía un hogar de padre y madre asalariados.
Alemania nazi, la Unión Soviética, y la Italia Fascista estaban todos altamente preocupados sobre las tasas de baja fertilidad. Las políticas reproductivas de la Unión Soviética y la Alemania nazi fueron administradas a través de sistemas de atención médica, dado que ambos regímenes veían a esta última como un pilar fundamental en sus diseños de desarrollo de una nueva sociedad. Mientras que la Unión Soviética tuvo que idear un sistema público de asistencia sanitaria desde cero, la Alemania nazi obró encima del sistema preexistente en Alemania, el cual había venido desarrollándose desde 1883 por la legislatura de Otto von Bismarck que generó el primer programa público nacional de asistencia médica del mundo. Por ende, los nazis centralizaron el sistema de atención médica alemán para hacer cumplir sobre sí los componentes ideológicos nazis, reemplazando el voluntariado existente y las agencias gubernamentales de bienestar con nuevas unidades que practiquen la higiene racial y otros aspectos filosóficos del nazismo.
El Partido Comunista de la Unión Soviética adoptó la eugenesia en 1920 con la fundación de la Sociedad Eugenésica de Rusia, seguida al año siguiente con la fundación de la Agencia de Eugenesia de la Academia de Ciencias de la Unión Soviética.

### Violencia política y sociedades violentas
Tanto el estalinismo como el nazismo emplearon violencia en masa, valiéndose de campos de concentración que eran dirigidos por el NKVD y las SS en la Unión Soviética estalinista y la Alemania nazi, respectivamente. Ambos regímenes, basados en la xenofobia, cometieron actos de violencia contra minorías preexistentes. Mientras que la violencia xenófoba de los nazis era expresada abiertamente pero racionalizada como necesaria para enfrentar elementos «asociales», la xenofobia estalinista disfrazaba su violencia alegando que iba contra elementos «socialmente dañinos», cuando este último término sólo se refería a nacionalidades expatriadas.
La URSS de Stalin y la Alemania de Hitler eran sociedades violentas donde la violencia masiva era aceptada por el Estado, así como la Gran Purga en la Unión Soviética y el Holocausto en la Alemania nazi y sus territorios ocupados durante la Segunda Guerra Mundial. El régimen estalinista levantó «asentamientos especiales» hacia los cuales eran expulsados todos aquellos que se consideraban «socialmente perjudiciales» o «socialmente peligrosos», incluyendo exconvictos, criminales, vagabundos, grupos desfavorecidos y «elementos desclasados». Los asentamientos especiales se localizaban mayormente en Siberia, el extremo norte, los montes Urales, y otros territorios inhóspitos. En julio de 1933, la Unión Soviética hizo el arresto masivo de 5000 gitanos efectivamente sobre la base de su etnia, deportándolos ese mismo mes a unos asentamientos de Siberia occidental. De manera similar, en 1935, la Unión Soviética arrestó a 160 000 personas sin hogar y delincuentes juveniles, enviándolos a colonias del Gulag que dependían del NKVD donde harían trabajos forzados.
En semejanza al nazismo, el estalinismo en acción en la Unión Soviética siguió debidamente una serie de deportaciones étnicas desde los años 30 hasta principios de los años 50, con un total de 3 millones de ciudadanos soviéticos siendo sometidos a un reasentamiento basado en su etnia. La primera deportación étnica mayor tomó lugar desde diciembre de 1932 hasta enero de 1933, durante los cuales unos 60 000 cosacos del Kubán fueron colectiva y criminalmente acusados como un grupo asociado a la resistencia del socialismo y la afiliación con el nacionalismo ucraniano. De 1935 a 1936, la Unión Soviética deportó ciudadanos soviéticos de origen alemán y polaco habitando en los distritos occidentales de Ucrania, así como a ciudadanos soviéticos de origen finlandés viviendo en la frontera con Finlandia. Específicamente, estas deportaciones afectaron a decenas de miles de familias. Más allá, posteriormente las autoridades soviéticas decidieron deportar a una minoría coreana de la región del Extremo Oriente, la cual tenía entonces frontera con la Corea ocupada por Japón. Las autoridades soviéticas afirmaron que el territorio era un «suelo rico y oportuno de labrar para los japoneses», implicando la sospecha de que los coreanos tendrían el potencial de unir fuerzas con los japoneses y unir las tierras de la Corea ocupada. Finalmente, más de 170 000 coreanos fueron deportados a partes remotas de la Asia Central soviética desde septiembre hasta octubre de 1937. Estas deportaciones basadas en la etnia reflejaron la nueva tendencia en la política estalinista, una «xenofobia soviética» basada en la ideología de la sospecha de que las minorías étnicas eran susceptibles de una influencia extranjera capitalista, aunque también basada en un nacionalismo ruso resurgente.
Después de que Alemania nazi declarara la guerra a la Unión Soviética en 1941, los soviéticos iniciaron otra ronda mayor de deportaciones étnicas. El primer grupo objetivo fueron los alemanes soviéticos. Entre septiembre de 1941 y febrero de 1942, 900 000 personas, más del 70 por ciento de toda la comunidad soviético-alemana, fueron deportados a Kazajistán y Siberia en operaciones masivas. Una segunda ola de deportaciones en masa tuvo lugar entre noviembre de 1943 y mayo de 1944 en las cuales las autoridades soviéticas expulsaron seis grupos étnicos: balkarios, chechenos, tártaros de Crimea, ingusetios, karacháis, y calmucos, contándose en unos 900 000. También hubo operaciones a menor escala que involucraron la limpieza étnica de minorías expatriadas durante y después de la Segunda, en las que cientos de miles de búlgaros de Crimea, griegos, iraníes, hamshenis, kurdos, y turcos mesjetios fueron deportados del mar Negro y regiones transcaucásicas fronterizas.
Dos grupos étnicos, los chechenos y los ingusetios, fueron específicamente perseguidos por la Unión Soviética de Stalin. A diferencia de otras nacionalidades que podrían verse sospechosas de una conexión con Estados extranjeros que abarquen su nacionalidad, tanto chechenos como ingusetios eran pueblos completamente originarios dentro de la Unión Soviética. En cambio, tras aseverar que la cultura de aquellos no guardaba relación con la de la Unión Soviética en general, acusando, por ejemplo, a los chechenos de estar asociados al bandolerismo, la URSS aseguró su deber de intervenir para «rehacer» y «reformar» la cultura de los pueblos mencionados. En la práctica, la acción no fue otra que la de emprender operaciones fuertemente armadas y punitivas en contra de «bandoleros» chechenos que fallaron en obtener su integración forzada. El desenlace de esto último fue que en 1944 las autoridades soviéticas realizaran una operación de limpieza étnica masiva para arrestar y deportar a más de 500 000 chechenos e ingusetios desde el Cáucaso hasta Asia Central y Kazajistán, todo con el supuesto fin de «calmar» a las minorías rusas (30 % de la población) habitando en la República Autónoma Socialista Soviética de Chechenia-Ingusetia. Las deportaciones de los chechenos e ingusetios también involucró la masacre total de miles de personas, así como la imposición de condiciones severas que para los deportados significó un viaje de cuatro semanas sobre vagones sin sellar, con poco o nada de comida hasta que muchos mueran de hambre y agotamiento.

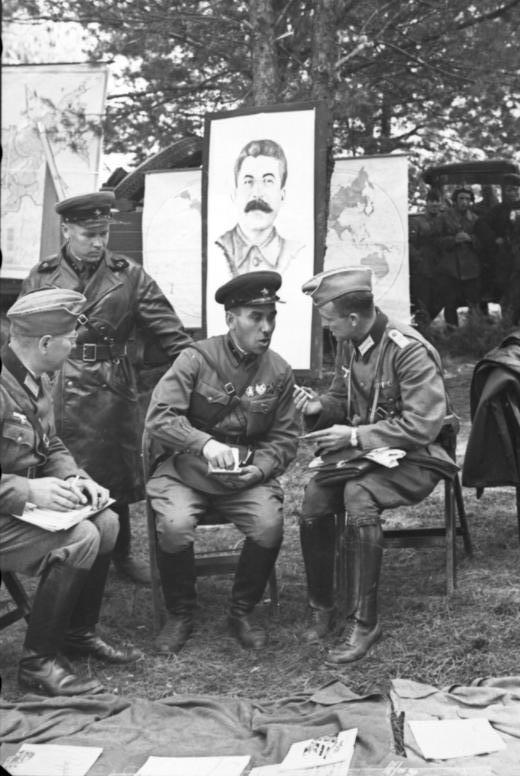
Oficiales soviéticos y alemanes durante la transferencia oficial de Brest a control soviético, esto tras la invasión y partición de Polonia por la Alemania nazi y la Unión Soviética en 1939.

La principal diferencia entre las deportaciones nazis y estalinistas fue su propósito. Mientras la Alemania nazi pretendió la limpieza étnica para permitir el asentamiento de alemanes en territorio purificado, el fin de la Unión Soviética de Stalin era remover minorías de áreas estratégicamente importantes.

#### Campos de concentración

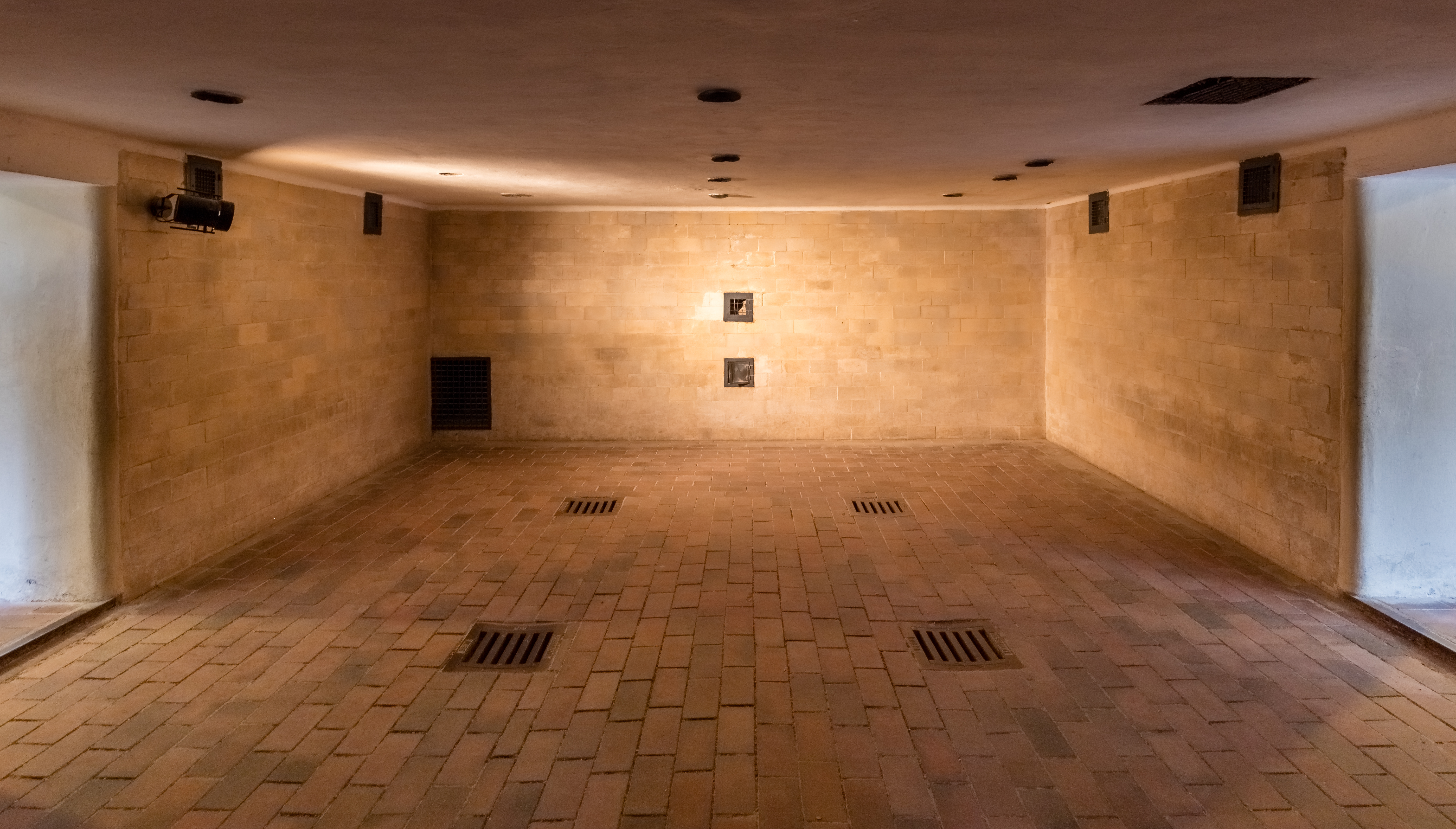
Cámara de gas, nuevo crematorio, campo de concentración de Dachau, Alemania, 2016-03-05, DD 32-34 HDR

Las obras de historiadores como Ernst Nolte, Andreas Hillgruber, y otros que coincidieron en la década de 1980, compararon las políticas de Adolf Hitler y Iósif Stalin, estableciendo un paralelo entre el sistema de campo de concentración de la Unión Soviética y la Alemania nazi.
Margarete Buber-Neumann, en sus memorias sobre los campos de concentración comunistas (1937-1940) y nazis (1940-1945) en que fue detenida, encontró que los métodos de ambos regímenes eran muy similares. Después de que ella fuese liberada del campo de concentración de Ravensbrück, resumió lo vivido de la siguiente manera:

Entre las fechorías de Hitler y aquellas de Stalin, en mi opinión, solamente existe una diferencia cuantitativa. Para estar seguros, el comunismo como una idea era originalmente positivo, y el nacionalsocialismo nunca lo fue; era, desde su origen y desde su comienzo, criminal en sus metas y su programa. No sé si la idea comunista, si su teoría, contenía desde ya un defecto básico o si sólo la práctica soviética bajo Stalin traicionó la idea original y estableció en la Unión Soviética una clase de fascismo.
Bajo dos dictadores: El prisionero de Stalin y Hitler (página 300, edición de Kindle)

### En la creación del «nuevo hombre»
Cabe destacar que el estalinismo y el nazismo compartieron la visión ideológica de crear al «nuevo hombre» ideal. Ambos también identificaron al mundo «burgués» como un viejo mundo que era obsoleto, y de manera similar, rechazaron completamente el liberalismo tanto como los derechos y libertades individuales. En conclusión, ambos regímenes buscaban la creación de una sociedad moderna con calidad de nueva e iliberal. De todas formas, la visión del Nuevo Hombre no fue un punto de acuerdo entre estalinistas y nazis, dado que mientras que los primeros hablaban del Nuevo Hombre como algo que implicaría por fuerza la liberación de toda la humanidad, lo cual es una meta global e indiferente de la etnia, los nazis concibieron al Nuevo Hombre como una raza dominante que habría de organizar una nueva jerarquía racial en Europa. Lo que sí tenían en común ambos sistemas era un fuerte uso de la propaganda, por lo que todavía se recuerda el particular intento estalinista de reformar al nuevo «hombre soviético».

### Militarismo

División de Europa, según el protocolo adicional secreto del Pacto Ribbentrop-Mólotov

Tanto la Alemania nazi como la Unión Soviética estalinista mostraron rasgos importantes de militarismo. Ambos regímenes llevaron a la acción un mayor énfasis en crear un «partido-ejército» con las fuerzas armadas regulares bajo el control del partido. Así, la URSS dispuso de comisarios políticos, mientras que la Alemania nazi introdujo un equivalente denominado «Oficiales de Guía Nacionalsocialista» en 1943.

## Diferencias

### Socialismo
El historiador Conan Fischer argumenta que los nazis fueron sinceros en su uso del adjetivo socialista, el cual vieron como inseparable del adjetivo nacional, y con esto se referían al socialismo de la conservación de la raza, en vez del socialismo de los «desfavorecidos y oprimidos buscando la justicia y los mismos derechos». Sin embargo, ambas ideologías fomentaron la teoría de la «nación proletaria pobre», con Lenin adoptándola sólo después de haber sido introducida en Italia.

Más allá, al tiempo que Hitler por razones tácticas había declarado en 1920 una plataforma del partido con tópicos socialistas «inquebrantables», en la realidad:
«muchos párrafos del programa del partido eran simple y obviamente un recurso demagógico para el ánimo de las clases bajas en una época donde estas vivían una mala situación y mostraban simpatía hacia eslóganes radicales e incluso socialistas...Punto 11, por ejemplo...Punto 12...nacionalización...Punto 16...comunalización... puestos por la insistencia de Drexler y Feder, quienes aparentemente en serio creían en el 'socialismo' del Nacional Socialismo».
En la práctica real, aquellos puntos eran meros eslóganes:
«la mayoría de ellos olvidados al tiempo en que el partido llegó al poder... El líder nazi mismo estaba luego avergonzado cuando se le recordaba algunos de ellos».
Paralelamente, Stalin fue consistente en implementar una completa nacionalización y comunalización del país.

## Comparaciones bilaterales
Algunas características de los dos regímenes se consideran tanto diferencias como similitudes de ambos.

### Atrocidades
En El libro negro del comunismo, el investigador de estudios comunistas Stéphane Courtois señala que el régimen nazi adoptó el sistema de represión de la Unión Soviética, en particular del sistema Gulag, y que la represión durante la era soviética era más similar a las políticas nazis. Courtois tacha al comunismo y nazismo de ser sistemas totalitarios algo distintos. Declaró además que
«más recientemente, un enfoque firme en el genocidio judío en un intento de caracterizar al holocausto como una atrocidad única también ha prevenido examinar otros episodios de magnitud comparable en el mundo comunista».
Courtois afirmó que «el genocidio de una clase» bien puede ser equivalente al genocidio de una «raza»:
«La sociedad nazi futura debía ser construida alrededor de la «raza pura», la sociedad comunista futura alrededor de un pueblo proletario purificado de toda escoria burguesa. La remodelación de estas dos sociedades fue contemplada de la misma manera, incluso aunque los criterios de exclusión no fueran los mismos.»
Asimismo afirmó que la muerte de un niño por hambre en la URSS era «igual a» la muerte de niños judíos en el Gueto de Varsovia.

La visión de Courtois ha sido rechazada por Annette Wieviorka, quien dice que Courtois intenta sustituir la memoria del comunismo por la memoria de los crímenes nazis, desplazando cuentas de las atrocidades de los nazis. El historiador Amir Weiner también objeta a los argumentos de Courtois. Él apunta a que la máquina de exterminio del Tercer Reich, detenida solamente por derrota militar, todavía eclipsa cualquier otra calamidad, incluso cuando los números de víctimas son la principal inquietud», y que los campesinos de Rusia:
«no eran el objetivo de exterminación así como eran los judíos y otras categorías biológicas y raciales en el mundo nazi».
Weiner afirma que la comparación de los nazis con los soviéticos es errónea, porque:
«cuando los sucesores de Stalin abrieron las puertas del Gulag, ellos permitieron a 3 millones de reclusos volver a sus hogares. Cuando los aliados liberaron los campos de concentración nazi, ellos encontraron miles de esqueletos humanos apenas vivos, esperando lo que ellos sabían que era una ejecución inevitable».
El economista e investigador de estudios comunistas Steven Rosefielde emplea el término «Holocausto Rojo» para referirse a la represión en los Estados gobernados por el comunismo.

## Historia y estudio de las comparaciones
Existe una larga tradición entre el fascismo y comunismo, o más específicamente, nazismo y estalinismo, siendo comparados mutuamente. En los años 1920, el Partido Socialdemócrata Alemán, bajo el liderazgo del canciller Hermann Müller, adoptó la visión de que «rojo iguala al marrón», es decir, que los comunistas y los nazis suponían igual peligro a la democracia liberal. En 1930, Kurt Schumacher famosamente acotó que los dos movimientos se habilitaban el uno al otro, añadiendo que los militantes del Partido Comunista de Alemania, el cual era firmemente estalinista, eran «nazis pintados de rojo». Esta comparación fue reflejada en la teoría del socialfascismo desarrollada por el Partido Comunista de la Unión Soviética y la Comintern (incluido el Partido Comunista de Alemania), de acuerdo con la cual, la socialdemocracia era una de las muchas formas de fascismo, junto con el nazismo y otras ideologías.

### Los orígenes del totalitarismo
La obra seminal de Hannah Arendt, Los orígenes del totalitarismo (1951), describe y analiza los dos movimientos totalitarios mayores del siglo XX, el nazismo y el comunismo. Ella concluye que tanto el nazismo como el comunismo fueron movimientos totalitarios que buscaban eliminar cualquier contención al poder del Estado.

### Institutos de investigación
Un número de institutos de o investigación se dedican al análisis y enfoque comparativo entre ambas partes, fascismo/nazismo y comunismo/estalinismo. Por ejemplo, el Instituto de Hannah Arendt para la Investigación del Totalitarismo de Alemania (en), el Instituto para el Estudio de los Regímenes Totalitarios de la República Checa y el Instituto de la Memoria Nacional de Polonia cuyo principal objetivo es la investigación legal e histórica de los crímenes nazis, así como de los crímenes comunistas cometidos en Polonia entre 1939 y las revoluciones de 1989 siendo su máximo exponente la Masacre de Katin de 1940.

## Política actual
La comparación entre nazismo y estalinismo ha provocado desde hace tiempo controversia política, llevando a una disputa de los historiadores alemanes en los años 1980. La disputa ha continuado desde la caída de la Unión Soviética y la expansión de la Unión Europea en territorio que solía ser de la URSS, resultando en pronunciamientos como la Declaración de Praga sobre Conciencia Europea y Comunismo, así como varios desarrollos relacionados como el Proceso de Praga, con el respaldo principal de aquellos miembros de la Unión Europea afectados por el estalinismo.
Después de las revoluciones de 1989, cuerpos como la Unión Europea y la Organización para la Seguridad y Cooperación en Europa están tratando cada vez más al nazismo y al estalinismo (citados en veces como fascismo y comunismo) como dos formas comparables de totalitarismo. Los esfuerzos crecientes han sido para vincular a ambos en museos, monumentos públicos, y eventos y días conmemorativos.

La Declaración de Praga sobre Conciencia Europea y Comunismo, iniciada en 2008 por el Gobierno checo y firmada por figuras como Václav Havel, reclamó.
«un enfoque general respecto a los crímenes de regímenes totalitarios, entre otros regímenes comunistas»
Y también.
«alcanzar el entendimiento de todos los europeos de que tanto los regímenes totalitarios nazi y comunistas deberían ser juzgados por sus propios terribles méritos al ser destructivos en sus políticas de aplicar sistemáticamente formas extremas de terror, suprimiendo todas las libertades humanas y civiles, empezando guerras agresivas y, como una parte inseparable de sus ideologías, exterminando y deportando naciones enteras y grupos poblacionales; y estas cosas como tales deberían considerarse los principales desastres, que asolaron el siglo XX».
El Partido Comunista de Grecia se opone a la Declaración de Praga y ha criticado:
«la nueva escalada de histeria anticomunista liderada por el Consejo de la Unión Europea, la Comisión Europea y el personal político de la clase burguesa del Parlamento Europeo».
Por su parte, el Partido Comunista Británico opinó que la Declaración de Praga:
«es un reciclaje de intentos persistentes por historiadores reaccionarios para igualar al comunismo soviético y al fascismo hitleriano, haciendo eco de las viejas calumnias de los autores británicos George Orwell y Robert Conquest».
La Declaración de Vilnius adoptada por la Organización para la Seguridad y la Cooperación en Europa, mientras «reconoce la unicidad del holocausto», declara que:
«en el siglo XX los países europeos experimentaron dos regímenes totalitarios mayores, al nazi y al estalinista, los cuales provocaron genocidio, violaciones a los derechos humanos y a las libertades, crímenes de guerra y crímenes en contra de la humanidad».
The Economist argumentó que:
«a pesar de las protestas de Rusia, Stalin no era menos villano que Hitler»
Pero notó que:
«El debate no va a cambiar el mundo: la asamblea parlamentaria es sólo una tertulia en los márgenes de la OSCE. Sus relaciones no son legalmente vinculantes».
Desde el 2009, la Unión Europea ha conmemorado oficialmente al Día Europeo de Conmemoración de las Víctimas del Estalinismo y el Nazismo, proclamado por el Parlamento Europeo en 2008 y respaldado por la Organización para la Seguridad y la Cooperación en Europa en 2009 y oficialmente conocido como el Día del Listón Negro en algunos países (incluyendo Canadá). El presidente del Parlamento Europeo, Hans-Gert Pöttering, declaró que:
«ambos regímenes totalitarios (estalinismo y nazismo) son comparables y terribles».
El ministro de exteriores de República Checa Karel Schwarzenberg ha manfiestado que:
«aquí hay una preocupación fundamental por que los sistemas totalitarios sean mesurados a un mismo estándar».
Sin embargo, la Comisión Europea ha rechazado llamados para una legislación similar en toda la UE debido a una falta de consenso entre Estados miembros. La Unión Europea ha establecido la Plataforma de la Consciencia y Memoria Europea, un proyecto educativo originalmente propuesto por la Declaración de Praga para promover la evaluación igualitaria de crímenes totalitarios en Europa.
Varios miembros Estados de la UE han establecido agencias gubernamentales e institutos de investigación ordenados para la evaluación de crímenes totalitarios, Estos incluyen al Instituto Checo para el Estudio de Regímenes Totalitarios, al Instituto Polaco de la Memoria Nacional, a la Comisión Internacional Lituana para la Evaluación de los Crímenes de los Regímenes de Ocupación Nazi y Soviético en Lituania, y el museo húngaro Casa del Terror.

Un grupo de todos los partidos en el Parlamento Europeo, el Grupo de Reconciliación de Historias Europeas, fue formado para promover la consciencia pública de los crímenes de todos los regímenes totalitarios a nivel de la Unión Europea. Una declaración adoptada por la legislatura rusa expresó que las comparaciones del nazismo y el estalinismo son:
«blasfemas para todos los veteranos del movimiento anti-fascista, las víctimas del holocausto, los prisioneros de campos de concentración y diez millones de personas ... que sacrificaron sus vidas por la causa de luchar contra la teoría racial anti-humana de los nazis».

### Citas
1. ↑  Geyer (2009). p. 18.
2. ↑  Geyer (2009). p. 16.
3. ↑  Geyer, p. 4-9
4. ↑  Geyer (2009). p. 7.
5. ↑  Geyer (2009). p. 5.
6. ↑  Lorenz, Chris "Broszat, Martin" pages 143-144 from The Encyclopedia of Historians and Historical Writing, Volume 1, edited by Kelly Boyd, London: Fitzroy Dearborn Publishers, 1999 page 143; Kerhsaw, Ian The Nazi Dictatorship Problems and Perspectives of Interpretation, London: Arnold Press, 2000 pages 45-46; Menke, Martin "Mommsen, Hans" pages 826-827 from The Encyclopedia of Historians and Historical Writing edited by Kelly Boyd, Volume 2, London: Fitzroy Dearborn Publishing, 1999
7. ↑  Geyer (2009). p. 19.
8. ↑  Giangreco, D.M and Griffin, Robert E. (1988) Airbridge to Berlin: The Berlin Crisis of 1948, its Origins and Aftermath section reproduced in the Truman Presidential Library. Retrieved 24 Aug 2013.
9. 1 2 3  Payne (1983). p. 103.
10. ↑  François Furet. Passing of an Illusion: The Idea of Communism in the Twentieth Century. University of Chicago Press, 1999. ISBN 0-226-27340-7. Pp. 191-192.
11. ↑  Robert Service (4 de septiembre de 2008). Stalin: A Biography. Pan Macmillan. p. 340. ISBN 978-0-330-47637-9.
12. 1 2  Geyer (2009). p. 87.
13. ↑  Geyer (2009). p. 88.
14. ↑  Geyer (2009). p. 90.
15. ↑  Geyer (2009). pp. 83-97.
16. 1 2  Geyer (2009). p. 98.
17. ↑  Geyer (2009). pp. 98-99.
18. ↑  Geyer (2009). p. 102.
19. 1 2  Geyer (2009). p. 133.
20. ↑  Geyer (2009). p. 135.
21. ↑  Geyer (2009). Pp. 135, 139-151.
22. ↑  Geyer (2009). Pp. 139-140.
23. 1 2  Geyer (2009). p. 140.
24. ↑  Geyer (2009). p. 141.
25. ↑  Geyer (2009). pp. 157-158.
26. 1 2 3 4 5 6  Geyer (2009). p. 158.
27. ↑  Geyer (2009). pp. 158-159.
28. 1 2 3 4 5  Geyer (2009). p. 159.
29. ↑  Geyer (2009). pp. 159–160.
30. ↑  Geyer (2009). p. 160.
31. ↑  Geyer (2009). p. 161.
32. ↑  Thomas F. Banchoff. The German Problem Transformed: Institutions, Politics, and Foreign Policy, 1945–1995. University of Michigan Press, 1999. p.118
33. ↑  Margarete Buber-Neumann (2008). Under Two Dictators: Prisoner of Stalin and Hitler. ISBN 978-1-84595-102-3.
34. 1 2  Michael Geyer and Sheila Fitzpatrick. "The New Man in Stalinist Russia and Nazi Germany" by Peter Fritsche and Jochen Hellbeck, Beyond Totalitarianism: Stalinism and Nazism Compared. New York City, USA: Cambridge University Press, 2009. Pp. 302.
35. ↑  Heller, Mikhail (1988). Cogs in the Wheel: The Formation of Soviet Man. Alfred A. Knopf. ISBN 978-0394569260.
36. ↑  Kolakowski, Leszek (2008). Main Currents of Marxism: The Founders, the Golden Age, the Breakdown. W. W. Norton & Company. ISBN 978-0393329438.
37. ↑  Michael Waller, Andrew Linklater. Political Loyalty and the Nation-State. London, England; New York City, USA: Routledge, 2003. Pp. 76.
38. ↑  Conan Fischer, The Rise of the Nazis, Manchester University Press, 2002. ISBN 0-7190-6067-2. p. 53
39. 1 2  William L. Shirer (1990). The Rise and Fall of the Third Reich: A History of Nazi Germany (3 ed.,1960). Simon and Schuster. p. 41. ISBN 0-671-72868-7. Consultado el 30 de agosto de 2011.
40. ↑  Courtois, Stéphane, ed. (1999). The Black Book of Communism: Crimes, Terror, Repression. Harvard University Press. ISBN 0-674-07608-7.
41. ↑  Richard Joseph Golsan. French writers and the politics of complicity: crises of democracy in the 1940s and 1990s. JHU Press, 2006. p.150
42. ↑  Amir Weiner, Journal of Interdisciplinary History, Vol. 32, No. 3 (Winter, 2002), pp. 450-452
43. ↑  Möller, Horst (1999). Der rote Holocaust und die Deutschen. Die Debatte um das 'Schwarzbuch des Kommunismus'. Piper Verlag. ISBN 978-3-492-04119-5.
44. ↑  Rosefielde, Steven (2009). Red Holocaust. Routledge. ISBN 978-0-415-77757-5.
45. ↑  Adelheid von Saldern, The Challenge of Modernity: German Social and Cultural Studies, 1890-1960, University of Michigan Press (2002), ISBN 0-472-10986-3, p. 78
46. ↑  Richter, Michael (2006). «Die doppelte Diktatur. Erfahrungen mit Diktatur in der DDR und Auswirkungen auf das Verhältnis zur Diktatur heute».  En Besier, Gerhard; Stoklosa, Katarzyna, eds. Lasten diktatorischer Vergangenheit, Herausforderungen demokratischer Gegenwart. Mittel- und Ostmitteleuropastudien. Münster: LIT Verlag. p. 202. ISBN 3-8258-8789-8.
47. ↑  Horst Ehmke, Mittendrin: von der grossen Koalition zur deutschen Einheit, Rowohlt, 1994, ISBN 3-87134-089-8
48. ↑  Hannah Arendt. The Origins of Totalitarianism. Schocken Books, 1951
49. ↑  Kershaw pp3
50. ↑  Fleck, Christian (2008). Intellectuals and their publics: perspectives from the social sciences. Ashgate. p. 112. ISBN 978-0-7546-7540-2.
51. ↑  Lévy pp76
52. ↑  Declaración de Praga sobre Conciencia Europea y Comunismo.
53. ↑  «Prague Declaration - Declaration Text». Institute for Information on the Crimes of Communism. 3 de junio de 2008. Consultado el 28 de enero de 2010.
54. ↑  «Statement-condemnation of the escalation of the anti-communist hysteria by the EU». Communist Party of Greece. 3 de febrero de 2011. Archivado desde el original el 2 de junio de 2013. Consultado el 16 de mayo de 2011.
55. ↑  «CP contribution to International Conference on Prague Declaration». Communist Party of Britain. 13 de febrero de 2010. Archivado desde el original el 19 de enero de 2012. Consultado el 16 de mayo de 2011.
56. ↑  «Vilnius Declaration of the OSCE Parliamentary Assembly and resolutions adopted at the eighteenth annual session». Parliamentary Assembly of the Organization for Security and Co-operation in Europe (OSCEPA). 29 June to 3 July 2009. Archivado desde el original el 11 de enero de 2010. Consultado el 14 de mayo de 2011.
57. ↑  «Partners in crime». The Economist. 9 de julio de 2009. Consultado el 22 de enero de 2012.
58. 1 2  «President Jerzy Buzek on the European Day of Remembrance for Victims of Stalinism and Nazism». European Parliament. Archivado desde el original el 13 de mayo de 2011. Consultado el 10 de mayo de 2011.
59. ↑  «Resolution on Stalin riles Russia». 3 de julio de 2009  – vía bbc.co.uk.
60. ↑  Daniel Proussalidis (23 de agosto de 2011). «Victims of totalitarianism remembered». Toronto Sun. Archivado desde el original el 11 de abril de 2017. Consultado el 23 de agosto de 2011.
61. ↑  «Baltic States opened Western Europe's eyes on Soviet Union totalitarianism -- EP chairman in Vilnius». BNS. 28 de abril de 2009. Archivado desde el original el 22 de julio de 2011. Consultado el 10 de mayo de 2011.
62. ↑  «Czech Foreign Minister: Denial of communist crimes like denial of Nazi crimes». Romea.cz. Archivado desde el original el 14 de mayo de 2011. Consultado el 10 de mayo de 2011.
63. ↑  Phillips, Leigh (21 de diciembre de 2010). «EU rejects eastern states' call to outlaw denial of crimes by communist regimes». The Guardian (London). Consultado el 17 de mayo de 2011.
64. ↑  «Russian MPs call on world to suppress attempts to revive Nazi ideology». RT. 24 de octubre de 2010. Consultado el 13 de abril de 2015.